# Саїтбабинська сільська рада
Саїтбаби́нська сільська рада (рос. Саитбабинский сельский совет) — муніципальне утворення у складі Гафурійського району Башкортостану, Росія. Адміністративний центр — село Саїтбаба.

## Населення
Населення — 2275 осіб (2019, 2636 в 2010, 2922 в 2002).

## Склад
До складу поселення входять такі населені пункти:
| Населений пункт       | Населення, осіб (2002) | Населення, осіб (2010) |
| --------------------- | ---------------------- | ---------------------- |
| Ім'янник, присілок    | 125                    | 98                     |
| Каран-Єлга, присілок  | 308                    | 265                    |
| Кулканово, присілок   | 211                    | 166                    |
| Новозаїтово, присілок | 1                      | 0                      |
| Саїтбаба, село        | 1543                   | 1452                   |
| Тугай, присілок       | 95                     | 92                     |
| Усманово, присілок    | 302                    | 246                    |
| Юзімяново, присілок   | 337                    | 317                    |